# 渔大津站
漁大津站（韓語：어대진역）是朝鮮民主主義人民共和國咸鏡北道漁郎郡的一個鐵路車站，属于平罗线。

## 邻近车站
平羅線
鳳岡站 - 漁大津站 - 漁郎站